# Ji-Paraná FC
Ji-Paraná Futebol Clube – brazylijski klub piłkarski z siedzibą w mieście Ji-Paraná, leżącym w stanie Rondônia.

## Osiągnięcia
- Mistrz stanu Rondônia (Campeonato Rondoniense) (9): 1991, 1992, 1995, 1996, 1997, 1998, 1999, 2001, 2012.
- Taça Rondônia Eucatur de Futebol: 2001
- Półfinał Copa Norte: 1997, 2002

## Historia
Klub Ji-Paraná założony został 22 kwietnia 1991 roku. Pierwszy oficjalny mecz klub rozegrał w ramach Campeonato Rondoniense z klubem Operário. Mecz rozegrany w Pimenta Bueno zakończył się remisem 1:1.
Swoje pierwsze zwycięstwo klub odniósł 18 września 1991 roku, kiedy to na stadionie w Cerejeiras pokonał 3:1 klub Colorado.
Swój pierwszy tytuł mistrza stanu Rondônia (Campeonato Rondoniense) Ji-Paraná zdobył 15 grudnia 1991 roku pokonując klub Ferroviário. Jednocześnie piłkarz Ji-Paraná, Itamar, został królem strzelców ligi stanowej.
W 1992 roku klub zadebiutował w trzeciej lidze brazylijskiej (Campeonato Brasileiro Série C), gdzie zajął ostatnie miejsce w grupie i odpadł już w pierwszym etapie. W tym samym roku klub zadebiutował w Copa do Brasil, gdzie także odpadł w pierwszej rundzie (wyeliminowany przez Grêmio).
W 1995 roku Ji-Paraná znów zagrał w trzeciej lidze brazylijskiej, docierając do ćwierćfinału, gdzie wyeliminowany został przez klub Atlético Goianiense.
W 1996 roku Ji-Paraná dotarł do trzeciej rundy w trzeciej lidze brazylijskiej, gdzie wyeliminowany został przez klub Nacional ze stanu Amazonas.
W 1997 roku klub dotarł do czwartej rundy trzeciej ligi brazylijskiej, gdzie wyeliminowany został przez Juventus z miasta São Paulo.
Później w trzeciej lidze Ji-Paraná występował jeszcze w latach 1999, 2002, 2004 i 2005, jednak za każdym razem odpadał w pierwszej rundzie. W roku 2000 klub wystąpił w Copa do Brasil, i chociaż w końcu wyeliminowany został przez klub Bahia, był to najlepszy występ klubu w turnieju ogólnobrazylijskim.